# Karera (ort)
Karera är en ort i Indien.   Den ligger i distriktet Shivpurī och delstaten Madhya Pradesh, i den centrala delen av landet, 400 km söder om huvudstaden New Delhi. Karera ligger 279 meter över havet och antalet invånare är 26 212.
Terrängen runt Karera är platt. Runt Karera är det ganska tätbefolkat, med 230 invånare per kvadratkilometer. Det finns inga andra samhällen i närheten. Trakten runt Karera består till största delen av jordbruksmark.